# Bernard Gozdzki (1673–1725)
Bernard Gozdzki herbu Doliwa (ur. 18 grudnia 1673, zm. 19 marca 1725) – biskup sufragan poznański w latach 1722-1725, nominowany biskupem tytularnym Isauropolis w 1722 roku, wikariusz generalny i oficjał poznański, kustosz kapituły kolegiackiej św. Jana Chrzciciela w Warszawie, kanonik poznański, proboszcz błotnicki. Święcenia kapłańskie otrzymał 6 grudnia 1701.